# 10-07 : L'Affaire Kafka
10-07: L'affaire Zeus
10-07: L'affaire Kafka est une mini-série policière québécoise en quatre épisodes de 45 minutes, scénarisée par Joanne Arseneau et diffusée du 22 octobre au 12 novembre 1996 sur le réseau TQS.
Il s'agit de la suite de la série policière 10-07: L'affaire Zeus, diffusée en 1995.

## Fiche technique
- Scénarisation : Joanne Arseneau
- Réalisation : Richard Ciupka
- Société de production : Téléfiction

## Distribution
- Gildor Roy : Sergent Philippe Nadeau
- Patrick Labbé : Thomas Saint-Mars
- Chantal Fontaine : Claudia D'Annunzio
- Marcel Leboeuf : Lieutenant Marcel Lussier
- Gilbert Sicotte : Lieutenant-détective Gilbert Martineau
- Yves Soutière : Sergent-détective Réjean Turcotte
- Michel Barrette : Sergent-détective Delvecchio
- Rémy Girard : Karl Nadeau
- Jean Lapointe : Capitaine Tremblay
- Paul Hébert : Raymond Nadeau
- Gilbert Comtois : R. Bazin
- Sarah Boily-Brodeur : Sophie Nadeau
- Marie-Chantal Perron : Louise
- Léonardo Fuica : Paco
- Carlos David Guerra : Cobra
- Christian Guerra : Gordo
- Igor Ovadis : Filipov
- Gregory Hlady : Kholodov
- Mark Antony Krupa : Sergei
- Erik Duhamel : Tony Corriveau
- Liliana Komorowska : Gallina
- Viviane Pacal : Yolande
- Robert Norman : Détective
- Pascal Petardi : Miguel Gomez